# Ignácz Gyulay
Ignácz Gyulay, Ignácz Gyulay, Ignaz Gyulai ou Ignjat Đulaj, conde de Maros-Németh e Nádaska (Nagyszeben, 11 de Setembro de 1763 – Viena, 11 de Novembro de 1831) foi um militar húngaro que integrou o exército da Áustria, combateu contra o Império otomano e participou nas Guerras revolucionárias francesas como general. A partir de 1806, obteve o título de bano da Croácia. Nas lutas contra o Primeiro Império Francês, durante as Guerras Napoleónicas, liderou vários Corpos. Quando morreu, presidia ao Hofkriegsrat, o Conselho de Guerra austríaco.
Durante as lutas contra os turcos, Gyulay ascendeu ao posto de marechal-de-campo. A partir de 1793 até 1796, serviu no Reno combatendo contra os exércitos franceses. Em 1799, comandou uma brigada na Alemanha e, no ano seguinte, liderou uma divisão. De 1801 até 1831, foi Inhaber (título honorífico no exército húngaro) de um regimento de infantaria húngaro.
Durante as Guerras Napoleónicas, Gyulay combateu na campanha de 1805 contra os franceses e, mais tarde, foi negociador durante as conversações de paz. Comandou um corpo do exército austríaco na campanha de 1809 em Itália. De novo à frente de um corpo, participou na Batalha de Leipzig em 1813. Durante as subsequentes campanhas franceses em 1814, liderou um dos corpos na vitória aliada.